# Philogalleria bobbyi
Philogalleria bobbyi är en stekelart som beskrevs av Michael G. Fitton 1987. Philogalleria bobbyi ingår i släktet Philogalleria och familjen brokparasitsteklar. Inga underarter finns listade i Catalogue of Life.